# Numeira
Numeira (também an-Numayra) é um sítio arqueológico na Jordânia, perto do sul do Mar Morto. O sítio possui substanciais restos da Idade do Bronze.
O local fica a 280 metros abaixo do nível do mar, na costa do Mar Morto.
Numeira também é o nome dado ao rio e vale (uádi) adjacente ao sítio arqueológico. O rio está corroendo significativamente o sítio arqueológico, destruindo talvez até metade do assentamento original devido a mudanças no curso da água.

## Identificação
Argumentou-se que Numeira se aproxima da suposta cidade bíblica de Gomorra, embora outros arqueólogos argumentem que ela está na área geográfica errada, era uma aldeia em oposição a uma grande cidade.
Numeira foi ocupada durante a Idade do Bronze, e há várias indicações de que era uma colônia de Bab edh-Dhra, incluindo a falta de túmulos nas proximidades de Numeira, e evidências cerâmicas de que os habitantes enterraram seus mortos fora de Bab edh-Dhra, aproximadamente treze quilômetros ao sul de Bab edh-Dhra'. Se não for uma colônia direta, a cerâmica permanece indicando que as duas cidades certamente negociaram entre si.
A datação por radiocarbono apontou para a Idade do Bronze. Habitação que abrange aproximadamente 250 anos ou dez a doze gerações. Numeira foi violentamente destruído no final da Idade do Bronze (2300 a.C.), permanecendo desocupado desde então. Isso foi duzentos anos antes da data atualmente assumida para a destruição de Sodoma.
Escavações indicam que Numeira era um assentamento murado de 0,5 hectare, embora possa ter o dobro do tamanho que observa hoje. Embora apenas 30% do local tenha sido escavado (cerca de 1 500 metros quadrados) entre 1979 e 1983. O assentamento estava localizado na margem sul do Uádi Numeira.